# Takfirismo
El takfirismo o takfiri (árabe: تكفيري Takfiris) es un musulmán que acusa a otro musulmán (o un adherente de la otra fe de Abraham) de apostasía. La acusación en sí se llama takfir, derivado de la palabra kafir (infiel), y cuando se describe como «uno que es, o pretende ser un musulmán, se declara impuro», siendo así una corriente herética del Islam que consiste en negar la condición de verdaderos musulmanes a todos aquellos cuyos dogmas o ritos no coincidan plenamente con los propios. Acusar a otros musulmanes de ser takfiris se ha convertido en un insulto sectario, sobre todo desde el estallido de la Guerra Civil de Siria en 2011. 
Se le puede considerar un equivalente aproximado del concepto cristiano de excomunión. El takfirismo suele ir asociado a una extrema violencia contra los supuestos «falsos creyentes», a los que se considera legítimo e incluso obligatorio exterminar o esclavizar.
Según el islam ortodoxo mayoritario, tanto sunita como chiita, es musulmán todo aquel que proclame que solo existe un Dios y que Mahoma es su profeta (aunque no se puedan hacer rezos al profeta). Además, debe aceptar que el Corán es la palabra de Dios además del Corán debe de creer en todos sus libros, entre ellos se encuentran la Torá, el Inyil (el Evangelio), el Zabúr (los Salmos) y cumplir, en la medida de sus fuerzas, con las obligaciones islámicas de profesión de fe, oración, ayuno, limosna y peregrinación a La Meca. Las divergencias sobre cualquier otro tema son asuntos secundarios, por lo que el islam excluye que los musulmanes puedan «excomulgarse» entre sí. 
La principal corriente del Islam que defiende e incluso exalta el takfirismo en la actualidad es el wahabismo, variante que tiene rango oficial como religión de estado en Arabia Saudí. El takfirismo wahabi se centra sobre todo en el chiismo y, con fatwas que les niegan la condición de musulmanes, recalcándose estas doctrinas incluso en los libros de texto escolares.
Los adeptos del takfirismo forman grupos de combatientes radicales en diversos países islámicos, especialmente en Afganistán y Pakistán, en donde combaten contra los grupos talibán, grupos musulmanes autóctonos y el gobierno pakistaní por estar este último aliado con el «Gran Satán», (sobrenombre dado a Estados Unidos). También se ha desarrollado en Irak y Siria, donde el autodenominado Estado Islámico está llevando a cabo una lucha sectaria supuestamente a favor de los árabes sunitas contra los musulmanes chiitas, alauitas y sufistas y otras minorías como kurdos, yazidies, cristianos, etc. 
El takfirismo no se desentiende de la lucha contra las otras religiones, pero considera que primero se debe eliminar a los que considera malos musulmanes para cerrar filas antes de arremeter contra el verdadero enemigo, que es el modelo cultural occidental.[cita requerida]

## En grandes medios de comunicación
El término takfiri fue llevado a un público más amplio por la BBC, por el periodista de investigación Peter Taylor, en su serie de televisión de la BBC de 2005 La nueva Al Qaeda.